# Samsung Galaxy F52 5G
Samsung Galaxy F52 5G — смартфон середнього рівня, розроблений Samsung Electronics, що входить до серії Galaxy F. Був представлений в Китаї 20 травня 2021 року.

## Дизайн
Передня панель виконана зі скла, а рамка і задня панель — з пластику.
Знизу знаходяться 3,5 мм аудіороз'єм, мікрофон, роз'єм USB-C та динамік, зверху — другий мікрофон, зліва — слот під 2 SIM-картки і карту пам'яті формату microSD до 1 ТБ, а справа — гойдалка регулювання гучності та кнопка блокування, в яку вбудовано сканер відбитків пальців.
Galaxy F52 5G був доступний чорному та білому кольорах.

## Технічні характеристики

### Апаратне забезпечення
Galaxy F52 5G отримав процесор Qualcomm Snapdragon 750G з графічним процесором Adreno 619. Смартфон має 8 ГБ оперативної пам'яті та 128 ГБ пам'яті постійного зберігання.
Акумуляторна батарея отримала об'єм 4500 мА·год та підтримку швидкої зарядки на 25 Вт.
Galaxy F52 5G має 6,6-дюймовий екран Infinity-O (з круглим вирізом у верхньому правому кутку) типу TFT LCD з роздільною здатністю Full HD+ (2408 × 1080), щільністю пікселів 400 ppi, співвідношенням сторін 20:9 і частотою оновлення дисплея 120 Гц.
Смартфон отримав основну квадрокамеру, що складається із ширококутного об'єктива на 64 Мп з діафрагмою f/1.8 та фазовим автофокусом, надширококутного об'єктива на 8 Мп з діафрагмою f/2.2, макрооб'єктива та сенсора глибини по 2 Мп з діафрагмою f/2.4. Також Galaxy F52 5G отримав ширококутну фронтальну камеру на 16 Мп з діафрагмою f/2.0. Основна камера вміє записувати відео в роздільній здатності 4K@30fps, а фронтальна — в 1080p@30fps.

### Програмне забезпечення
Galaxy F52 5G був випущений на One UI 3.1 на базі Android 11 і був пізніше оновлений до One UI 5.1 на базі Android 13.